# Allt det bästa
Allt det bästa från 2001 är ett samlingsalbum av a cappela-gruppen The Real Group. Det består av ett urval av låtar från deras tidigare album samt några nyinspelningar.

## Låtlista
1. Chili Con Carne (Anders Edenroth) – 3:19
2. Substitute for Life (Anders Edenroth) – 2:58
3. Dancing Queen (Benny Andersson/Björn Ulvaeus/Stikkan Anderson) – 3:40
4. Li'l Darlin' (Neal Hefti/Jon Hendricks) – 4:25
5. Flight of the Foo-Birds (Neal Hefti) – 3:19
6. Commonly Unique (Katarina Stenström) – 3:50
7. Kristallen den fina [live] (trad) – 3:24
8. Alla talar med varandra [live] (trad) – 3:33
9. A cappella i Acapulco (Anders Edenroth) – 3:54
10. Att angöra en brygga (Lars Färnlöf/Hans Alfredson/Tage Danielsson) – 2:32
11. Varför får man inte bara vara som man är (Anders Edenroth) – 4:09
12. Cage of Promises (Peder Karlsson) – 3:15
13. En sommar (Peder Karlsson) – 3:37
14. Man é man [live] (Anders Edenroth) – 4:51
15. Vem kan segla förutan vind? (trad) – 3:36
16. Ett liv för mig (Anders Edenroth) – 4:39
17. Lift Me Up (Margareta Jalkéus/Anders Edenroth) – 3:18
18. Telephone Talking (Anders Edenroth) – 3:56
19. Underbart är kort (Povel Ramel) – 4:22
20. Granada [live] (Agustín Lara) – 4:06

## Ursprunglig utgivning
Låtarna gav ursprungligen ut på följande album:
Röster (1991) – spår 9
Varför får man inte bara vara som man är? (1994) – spår 3, 5, 11, 19
Ori:ginal (1996) – spår 8, 13, 16
One for All (1998) – spår 15
Commonly Unique (2000) – spår 2, 6, 12, 17, 18
Nyinspelningar 31 juli 2001 i Blidö kyrka – spår 1, 4, 7, 14, 20

## Medverkande
- Anders Jalkéus – bas
- Katarina Stenström – alt
- Margareta Jalkéus – sopran
- Peder Karlsson – baryton
- Anders Edenroth – tenor
- Johanna Nyström – sopran (spår 8)
- Anni-Frid Lyngstad – sång (spår 3)
- Ardis – sång (spår 6)
- André de Lang – sång (spår 6)
- Toots Thielemans – munspel (spår 15)

## Listplaceringar
| Lista (2001–02) | Topplacering |
| --------------- | ------------ |
| Sverige         | 2            |
| Norge           | 6            |